# Centre hospitalier universitaire de Brazzaville
Le Centre Hospitalier Universitaire de Brazzaville (CHU-B) est un établissement public à caractère administratif et social, sous la tutelle du ministère de la Santé, doté de la personnalité morale en République du Congo. 
Il est considéré comme la référence hospitalière congolaise et est lié à l'Université Marien-Ngouabi par un contrat.
Le CHU-B est administré par un comité de direction et dispose de trois organes consultatifs, inauguré le 7 février 1987.

## Historique
Fondé en 1985, le CHU-B est le Centre Hospitalier Universitaire de Brazzaville, conçu pour allier soins aux patients et formation médicale. Cette double vocation continue de former de nombreux professionnels de santé congolais et de renforcer les capacités du système de santé du pays. 
La loi n°008-87 du 07 février 1987 a officialisé la transformation de l'hôpital général de Brazzaville en Centre Hospitalier Universitaire, marquant ainsi une étape clé dans son développement et sa structuration.
Cependant, sa réputation est contrastée. Ces dernières années, l'établissement a fait l'objet de critiques concernant la qualité des soins et les conditions d'accueil des patients. Ces préoccupations ont suscité des enquêtes approfondies et des débats sur les moyens d'améliorer les prestations offertes.
La modernisation et le renforcement du CHU-B représentent des enjeux majeurs pour la santé publique au Congo. Des projets ambitieux de réhabilitation et d'extension sont en cours pour améliorer les infrastructures, les équipements et les pratiques médicales au sein de l'établissement. Ces initiatives visent à faire du CHU-B un hôpital de référence à la pointe des standards internationaux.

## Organisation de CHU de Brazzaville
Le CHU-B, réhabilité et équipé par la société Ingénierie services et développement (ISD).
Le décret n°88/622 du 30 juillet 1988 définit l'organisation et le fonctionnement du CHU-B. Conformément à cette réglementation et aux textes ultérieurs, la structure du CHU de Brazzaville repose sur trois piliers : les organes de gestion, les organes consultatifs et les services extérieurs.

## Voir Aussi

### Liens Externes
- Site officiel